# 瓦松
瓦松，别名瓦花、瓦塔、向天草、天王铁塔草，是一種薔薇目景天科的植物，全株可入藥，有止血、活血、敛疮之效。

## 概述
生于屋顶瓦间、干旱山坡或石缝中，产于中国东北、华北、西北，及华中、华东部分省区。
二年生肉质草本；线状披针形叶子，初生时密集生于短茎呈莲座状；第二年秋季抽出塔形的花穗，密生多花，花小，白色微红。

## 称谓
因生于屋顶瓦砾之间，形似莲花，故有“瓦花”之名。
又因植株形如松果，作层叠之态，乃名瓦松。
入秋时植株如塔状拱起，民间又称此草为向天草、天王铁塔草。

## 引用
唐朝文人崔融作有《瓦松赋》，在其中赞颂瓦松的品性：“进不必媚，居不求利，芳不为人，生不因地。”

## 外部連結
- 瓦松 Wasong （页面存档备份，存于） 藥用植物圖像資料庫 (香港浸會大學中醫藥學院) （繁體中文）（英文）